# Married Men
«Married Men» (с англ. — «Женатые мужчины»), также известная как «(The World Is Full of) Married Men» (с англ. — «(Мир полон) женатых мужчин»), — песня, написанная Домиником Бугатти и Фрэнком Маскером. Она была записана и выпущена почти одновременно валлийской певицей Бонни Тайлер (которая считается оригинальным исполнителем) и американской певицей и актрисой Бетт Мидлер. Из-за одновременного выпуска обе версии конкурировали друг с другом. В результате версия Тайлер заняла 35-е место в Великобритании, а версия Мидлер попала в чарты Северной Америки, в том числе на 40-е место «Горячей сотни» США.
Версия Тайлер стала заглавной темой фильма Роберта Уильяма Янга «Мир полон женатых мужчин» 1979 года.

## Отзывы критиков
В рецензии журнала Cash Box отмечалось, что версия Тайлер — это набирающий популярность диско-хит с изящными аранжировками, её голос хорошо сочетается с синтезаторным эхом и хлопками в ладоши, которые выделяются на фоне инструментальной части, и мелодичных инструментальных партий, которые наверняка заставят любителей диско выйти на танцпол. Рецензент Record World написал: «Хриплый вокал Бонни не оставляет ни капли сомнений в этом проникновенном, драйвовом диско-поп-треке, который обладает сильным потенциалом. Дерзкий саксофон добавляет страсти».
Комментируя исполнение Мидлер, в журнале Billboard отметили, что эта отполированная диско-запись лучше всего подчёркивает энергичность певицы. Брайан Чин из Record World написал: «Ариф Мардин спродюсировал и обеспечил полную оркестровую поддержку сильной, очень сильной кульминационной строчке („They do it, they do it“), которую Мидлер исполняет с такой силой, что к концу песни её голос почти срывается. Есть намёки на „Sinner Man“ и „Da Ya Think I’m Sexy“, но, в конце концов, больше всего на песню повлияла её собственная поп-идентичность. Это особенно заметно в том, что „Married Men“ не хватает настоящего диско-микса и обработки, которые, скажем, были у „Take Me Home“. Запись Мидлер произвела бы более сильное впечатление на танцполе, если бы в ней были более длинные паузы (несколько гитарных и синкопированных пауз длятся недостаточно долго, чтобы обеспечить настоящую смену ритма) и более разнообразный микс и программирование. Тем не менее, благодаря отличному авторскому тексту и личному присутствию Мидлер, „Married Men“ стали обязательной программой на радио и, учитывая популярность, могли бы вернуться в клубы по просьбам слушателей».

## Список композиций

### Бонни Тайлер
7" сингл
A. «Married Men» — 3:45
B. «If You Ever Need Me Again» (Ронни Скотт, Стив Вольф) — 3:32
12" сингл
A. «Married Men» — 6:10
B. «If You Ever Need Me Again» — 3:32

### Бетт Мидлер
7" сингл
A. «Married Men» — 3:35
B. «Bang, You’re Dead» (Николас Эшфорд, Валери Симпсон) — 3:10
12" сингл
A. «Married Men» — 7:58
B. «Bang, You’re Dead» — 3:10

## Чарты
| Чарт (1979)                    | Высшая позиция |
| ------------------------------ | -------------- |
| Австралия (Kent Music Report)  | 84             |
| Великобритания (Record Mirror) | 35             |

| Чарт (1979)                          | Высшая позиция |
| ------------------------------------ | -------------- |
| Австралия (Kent Music Report)        | 37             |
| Канада (RPM Top Singles)             | 81             |
| США Billboard Hot 100                | 40             |
| США Disco Top 80 (Billboard)         | 32             |
| США Cash Box Top 100                 | 46             |
| США Top Singles (Record World)       | 65             |
| США Disco File Top 50 (Record World) | 39             |